# Berijew Be-8
Die Berijew Be-8 (russisch Бериев Бе-8, NATO-Codename Mole) war ein sowjetisches Amphibienflugzeug.

## Geschichte
Die Entscheidung zum Bau dieses Mehrzweckflugzeuges fiel am 11. März 1947. Als Einsatzzweck waren sowohl der Passagier-, Fracht- als auch der Verwundetentransport vorgesehen. Es gab die Möglichkeit, Kameras zu montieren, um Eisbewegungen zu dokumentieren und Fischschwärme zu suchen. Letztlich sollte die Maschine so einfach zu fliegen sein, dass sie als Schulflugzeug Verwendung finden konnte. Bereits drei Monate später existierte eine Attrappe.
Die Maschine war als Parasolhochdecker ausgelegt, wobei der Tragflügel über eine zentrale Stütze und einigen Streben am Rumpf befestigt war. Sie verfügte über ein einziehbares Heckradfahrwerk. Das Hauptfahrwerk konnte seitlich in den Rumpf eingezogen werden.
Das Leitwerk wurde konventionell ausgeführt, jedoch ist das Höhenleitwerk etwa in der Mitte des Seitenleitwerkes angebracht um es aus dem Spritzbereich herauszuhalten. Der Motor befindet sich zentral im hochgelegenen Tragflügel. Seitlich am Tragflügel sind Stützschwimmer befestigt. Das Flugzeug ist komplett aus Metall gefertigt. Eine Bewaffnung war nicht vorgesehen.
Die geschlossene Pilotenkabine, die über ein Doppelsteuer verfügte, und der Passagierraum waren durch Motorabluft beheizbar. Die Warmluft wurde auch verwendet, um das Enteisungssystem zu speisen. Sämtliche Ruder wurden per Seilzug betätigt, außer die Landeklappen. Sie wurden beim ersten Prototyp elektrisch bewegt, beim zweiten hydraulisch.
Erste Schwimmversuche fanden bereits im November 1947 statt und erforderten geringfügige Änderungen der Rumpfstruktur.
Der Erstflug fand am 3. Dezember 1947 vom Wasser aus statt, am 11. Februar 1948 startete die Maschine erstmals von Land. Die Maschine zeigte gute Leistungen und wurde als einfach zu fliegen und bedienen eingestuft.
Im Rahmen der Flugvorführung 1951 in Tuschino wurde das Flugzeug der Öffentlichkeit vorgestellt. Es kam jedoch zu keiner Serienproduktion, da sich die sowjetischen Luftstreitkräfte zur damaligen Zeit vorrangig für Kampfflugzeuge interessierte und daher kein Interesse an dem Projekt zeigte. So wurden nur zwei Exemplare zu Testzwecken hergestellt.
Einer der Prototypen wurde 1955 im Rahmen einer Testreihe des ZAGI versuchsweise mit Unterwasserflügeln wie bei einem Tragflügelboot ausgerüstet. Dies verkürzte die Startstrecke im Wasser erheblich und verringerte auch die Rumpfbelastung deutlich. Da es jedoch nicht gelang, einen wirksamen Mechanismus zu finden, der es erlaubte, die Unterwasserflügel einzuklappen, wurden diese Versuche nicht weiterverfolgt. Die zusätzlichen Flächen hatten den Luftwiderstand sehr stark erhöht.

## Technische Daten

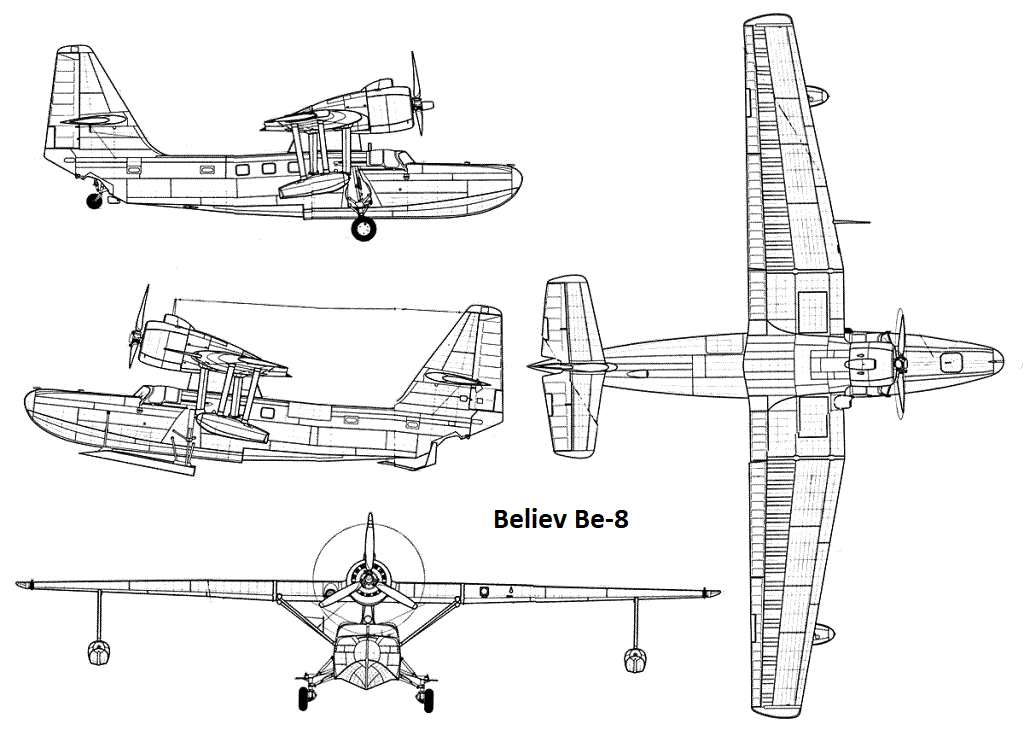
Vierseitenansicht

| Kenngröße                    | Daten                                    |
| ---------------------------- | ---------------------------------------- |
| Besatzung                    | 1–2                                      |
| Passagiere                   | 4–6                                      |
| Länge                        | 13,00 m                                  |
| Spannweite                   | 19,00 m                                  |
| Höhe                         | 4,48 m                                   |
| Flügelfläche                 | 40,00 m²                                 |
| Leermasse                    | 2815 kg                                  |
| Startmasse                   | max. 3800 kg                             |
| Höchstgeschwindigkeit        | 266 km/h                                 |
| Reisegeschwindigkeit         | 165 km/h                                 |
| Dienstgipfelhöhe             | 5550 m                                   |
| max. Reichweite              | 1205 km                                  |
| Reichweite mit max. Zuladung | 810 km                                   |
| Triebwerk                    | 1 × Schwezow ASch-21 mit 515 kW (700 PS) |